# Citharexylum montevidense
Citharexylum montevidense là một loài thực vật có hoa trong họ Cỏ roi ngựa. Loài này được (Spreng.) Moldenke mô tả khoa học đầu tiên năm 1933.